# Statek konwencyjny
Statek konwencyjny – statek, który podlega wymaganiom konwencji SOLAS. Zasadniczo jest to statek uprawiający podróże międzynarodowe, którego pojemność brutto jest większa od 500 i jednocześnie nie jest:
- Okrętem i statkiem do przewozu wojska,
- statkiem bez napędu mechanicznego,
- statkiem drewnianym prymitywnej budowy,
- jachtem rekreacyjnym nie uprawiającym żeglugi handlowej,
- statkiem rybackim.